# Jan Satyagraha
Jan Satyagraha (Marxa de la Justícia) fou una marxa no violenta de 350 km organitzada per l'organització camperola Ekta Parishad, entre Gwalior i Delhi. Es va iniciar el 2 d'octubre de 2012 i va arribar a Delhi el 29 d'octubre de 2012. Jan Satyagraha es tradueix literalment com "Entusiasme per la Veritat" i es basa en la resistència no violenta de Mahatma Gandhi. El seu objectiu principal era obtenir una àmplia reforma agrària (National Land Reforms Act).

## Galeria

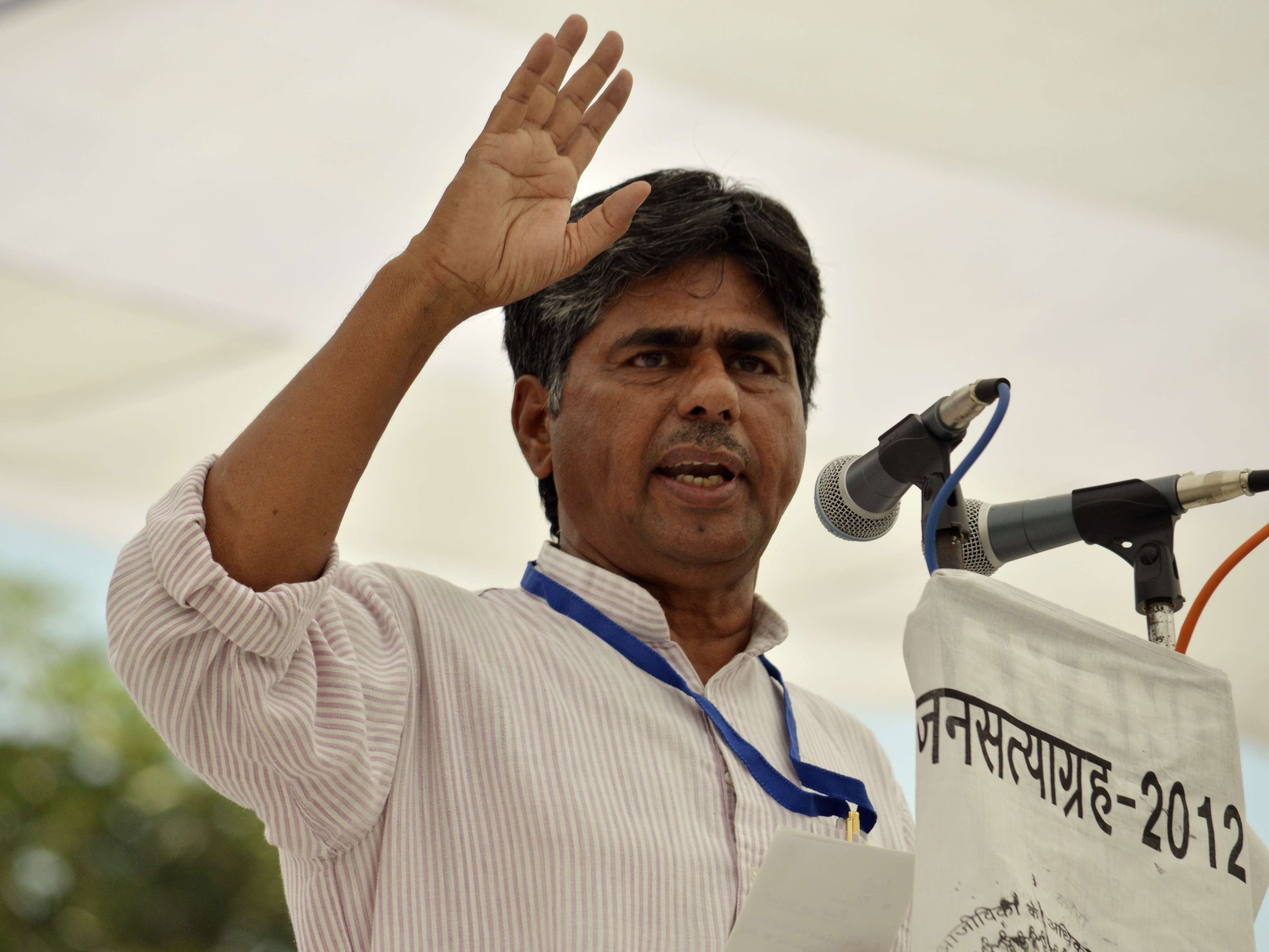
Rajagopal P.V., president del Ekta Parishad
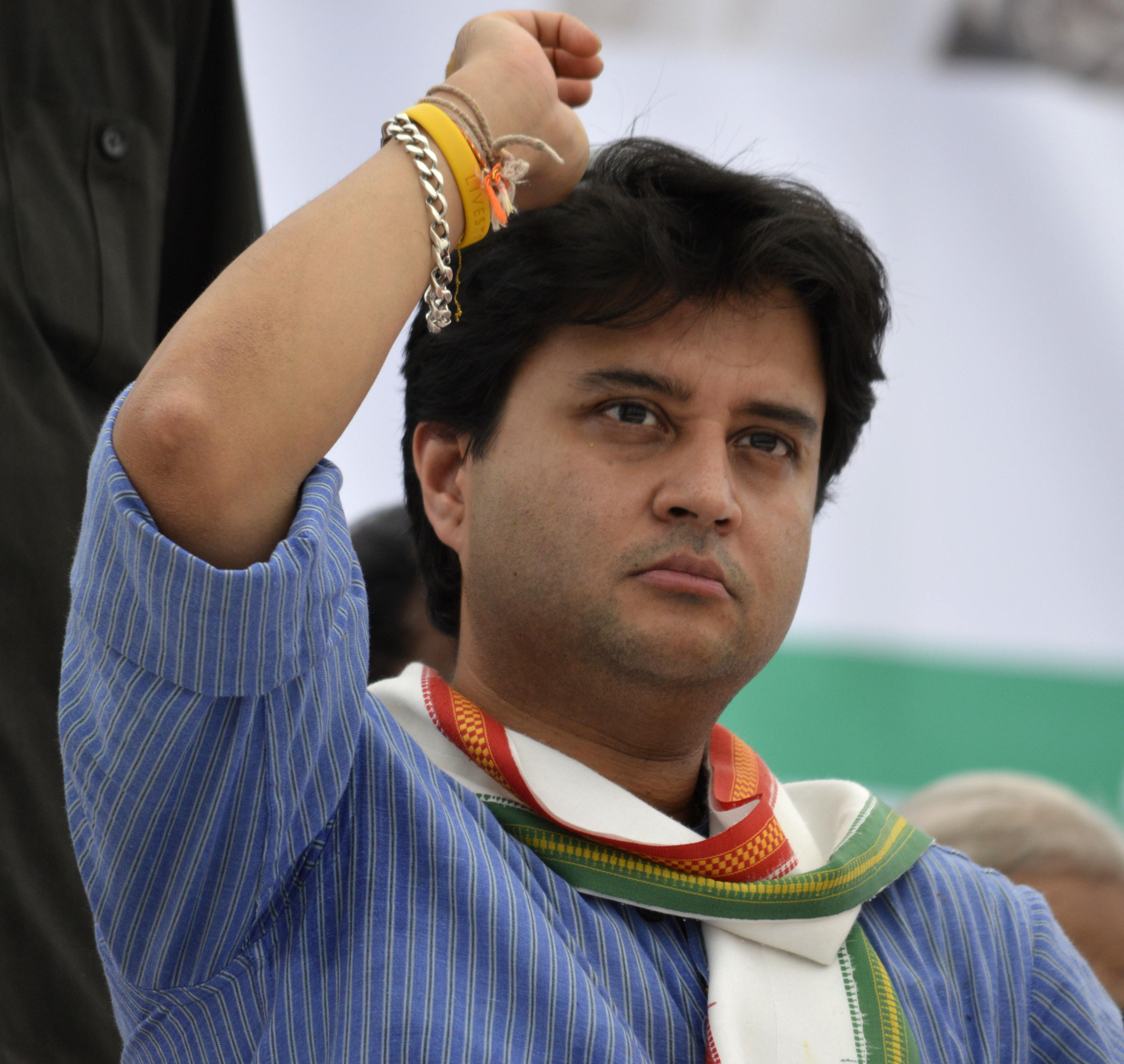
Jyotiraditya M. Scindia, membre del parliament
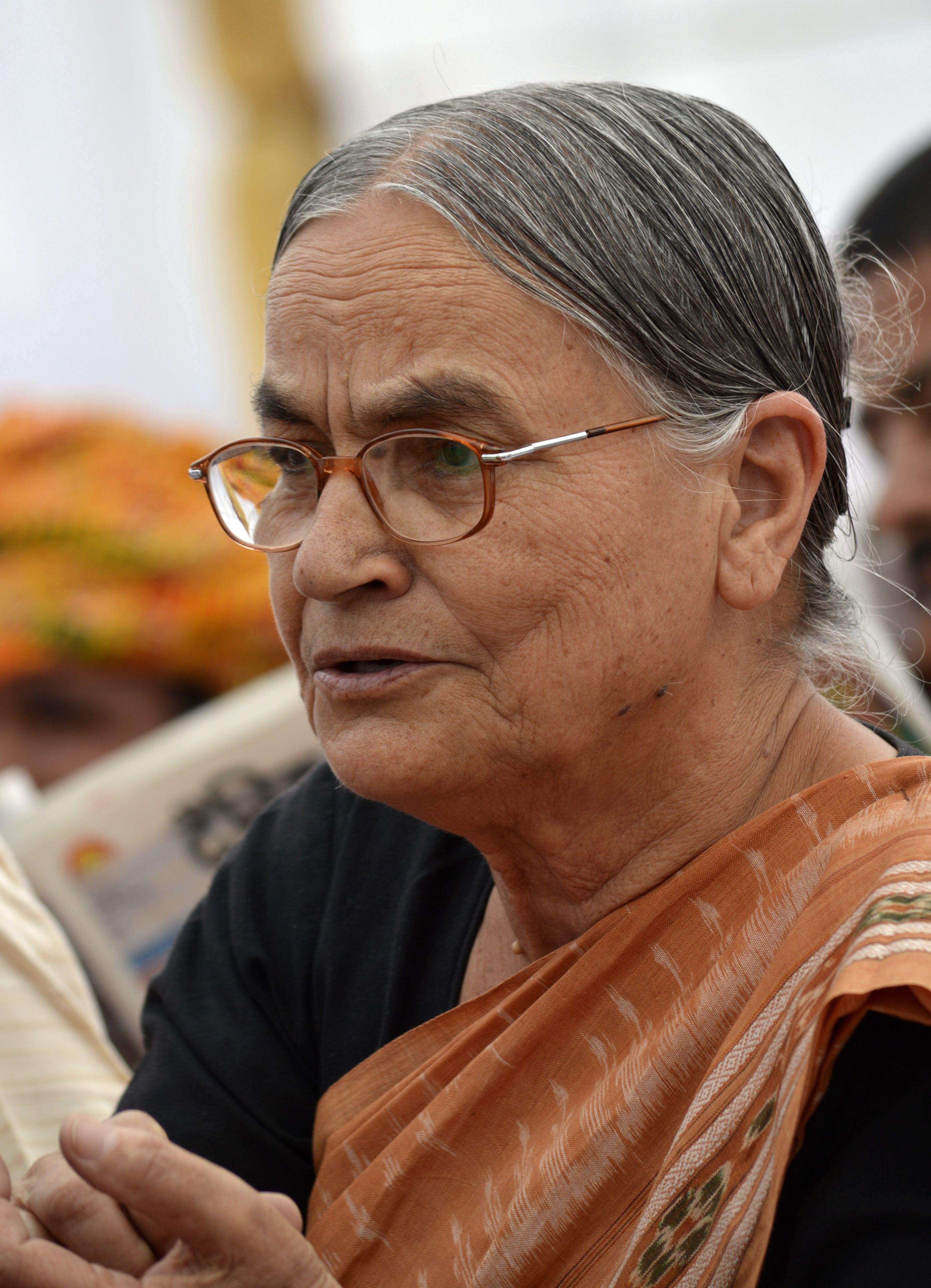
Radha Bhatt, president de la Gandhi Peace Foundation
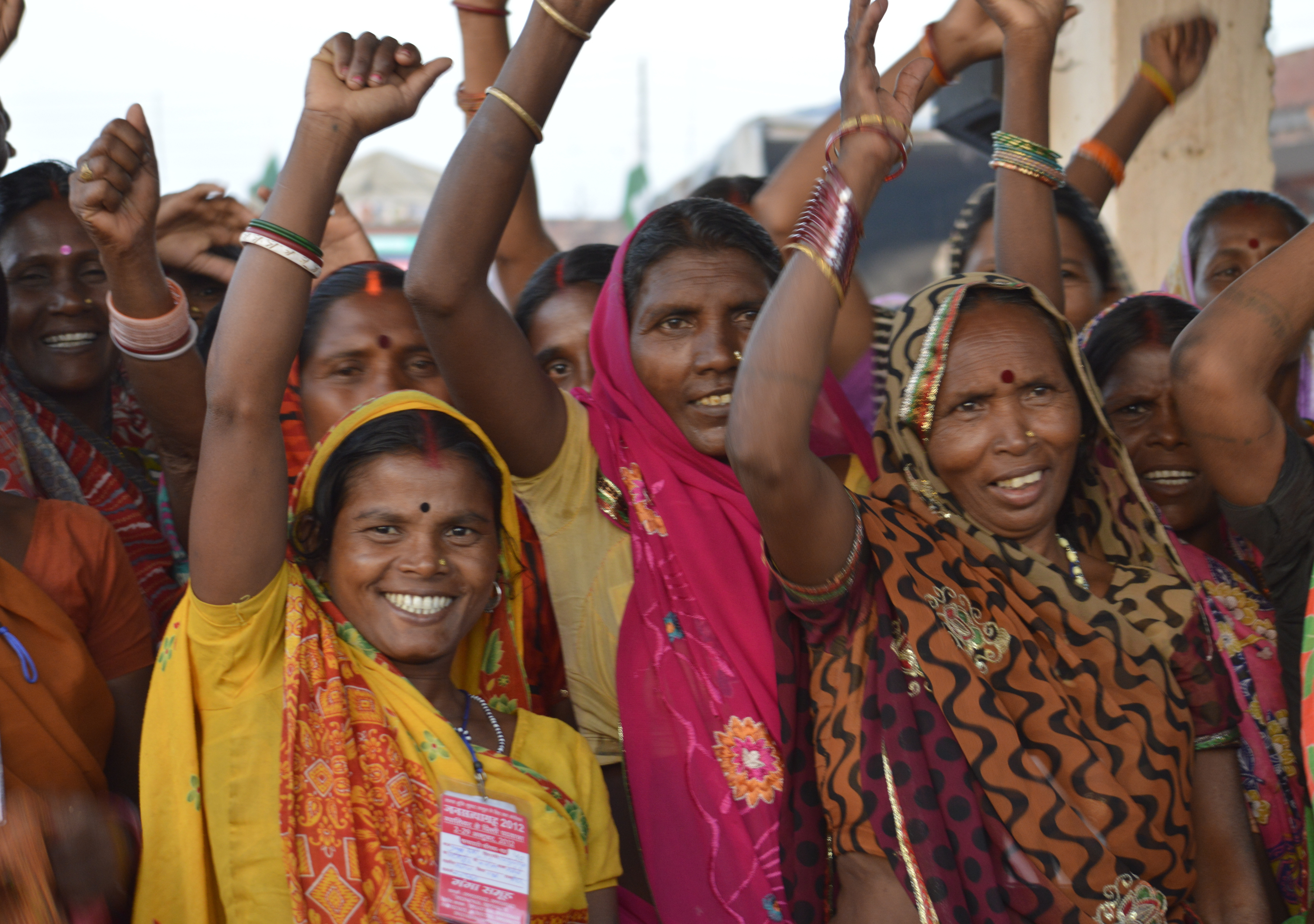
Dona adivasi a Gwalior
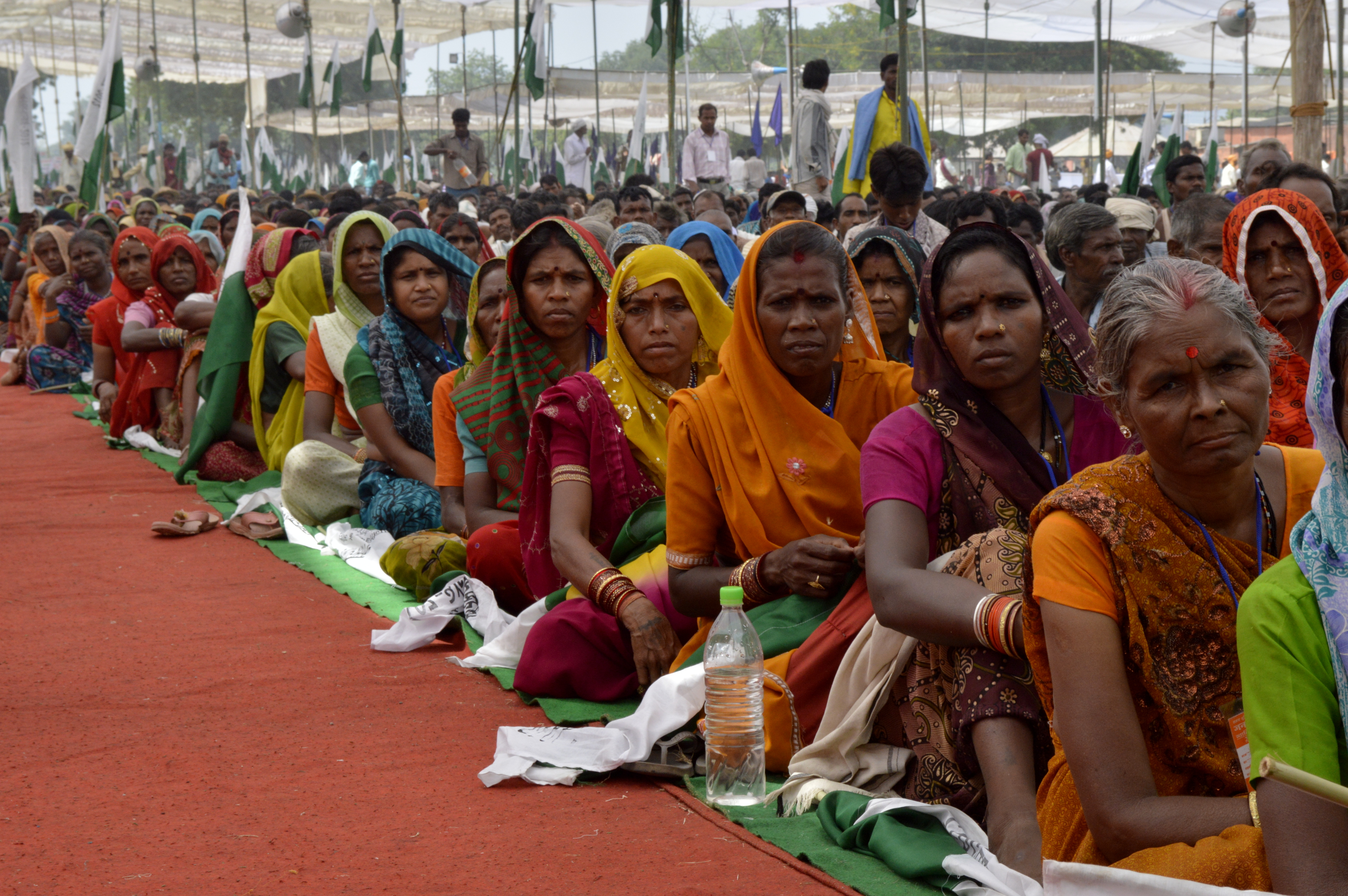
Dona índia a Gwalior
- Míting a Agra
- Míting a Agra
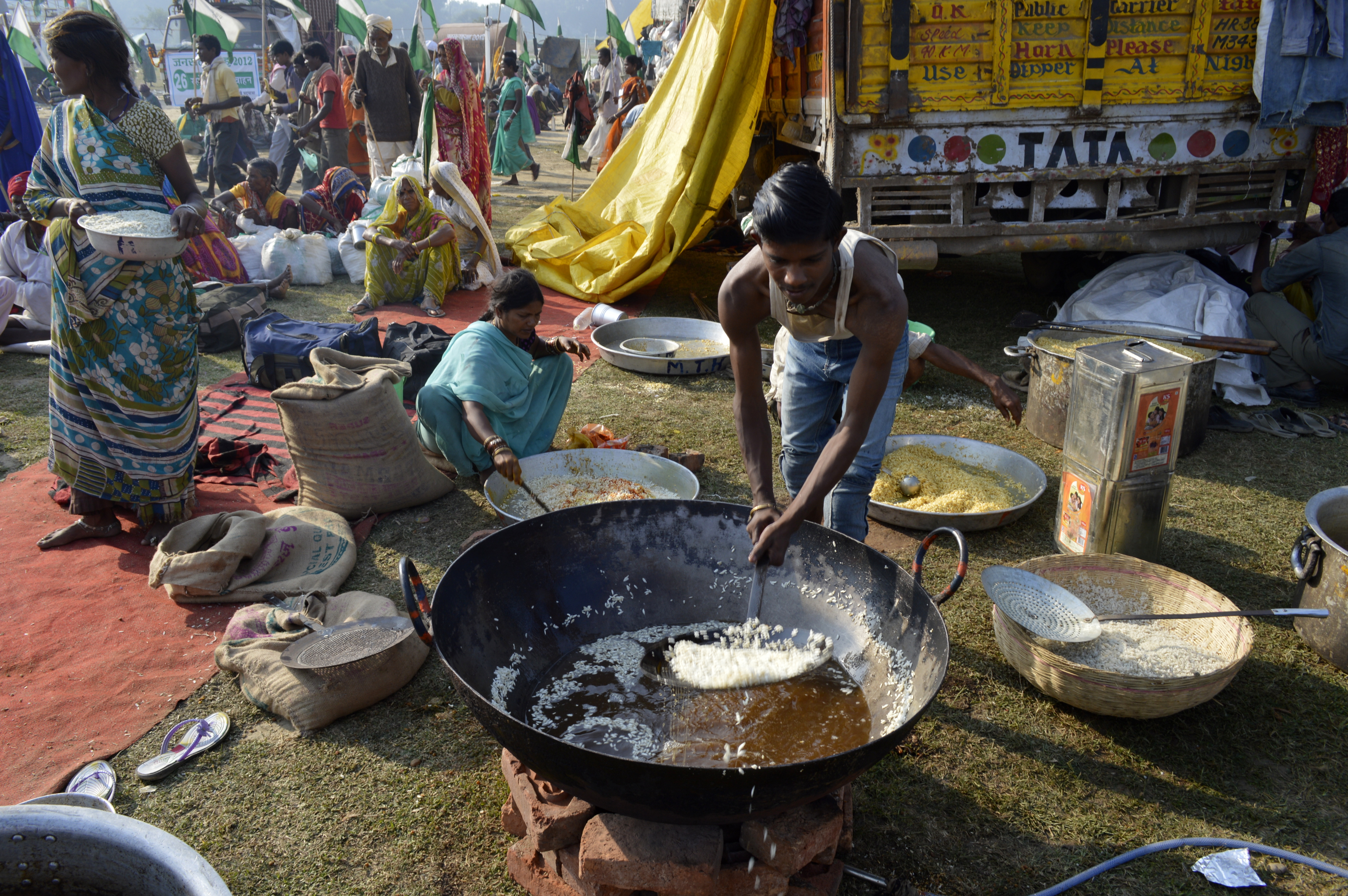
Menjar de preparació de la Jan Satyagraha 2012, Agra